# Cantaridina
La cantaridina es un compuesto químico venenoso producido naturalmente por coleópteros de la familia Meloidae, que cuenta con más de mil quinientas especies conocidas comúnmente como cantáridas, tales como la Lytta vesicatoria (mosca española), las cuales liberan pequeñas gotas de hemolinfa con cantaridina desde las articulaciones de sus patas o desde sus antenas cuando son provocadas. También los machos de estos coleópteros la producen en su fluido oral y la almacenan en su tracto alimentario.
La cantaridina es un inhibidor de la proteína fosfatasa 1 y la proteína fosfatasa 2.
Fue aislada por primera vez por el químico francés Pierre Jean Robiquet en 1812. Aplicada sobre la piel, la cantaridina produce erupciones, enrojecimiento e irritaciones. Consumida por vía oral produce irritaciones en el aparato urinario y la erección del pene. Por esa razón, erróneamente se creía que se trataba de un afrodisíaco.
Diversas familias de coleópteros poseen cantaridina en sus fluidos corporales. La cantaridina se utiliza, principalmente, como feromona para la orientación y la atracción (familias Pyrochroidae, Anthicidae); el uso de cantaridina como mecanismo defensivo es una condición evolucionada (familias Meloidae y Oedemeridae) y va frecuentemente acompañada con coloraciones de advertencia (aposemáticas)

## En terapéutica dermatológica
La cantaridina, el irritante activo de la droga cruda de cantáridas, se obtiene de los insectos secos Cantharis vesicatoria. La cantaridina fue sintetizada por Ziegler y colegas en 1942, a través de una larga serie de reacciones, comenzando con butadieno y anhídrido dimetil-maleico.
En medicina humana, la cantaridina se usa para la eliminación de las verrugas epiteliales benignas. Las cantáridas, se usaban antiguamente como contra irritante y vesicante, pero se encontraron efectos secundarios indeseables. Aún en 2021 se usa en medicina veterinaria como vesicante para el tratamiento de pequeñas hernias umbilicales y como contrairritante en ciertas enfermedades de huesos, articulaciones, ligamentos y tendones.

## Galería

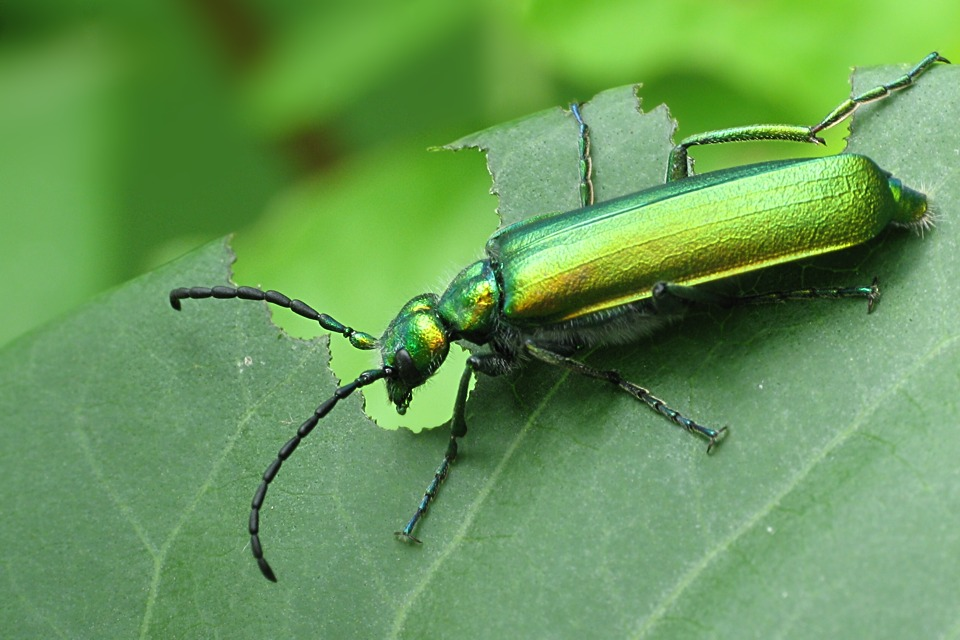
La cantárida, Lytta vesicatoria; su color verde metálico advierte de su toxicidad
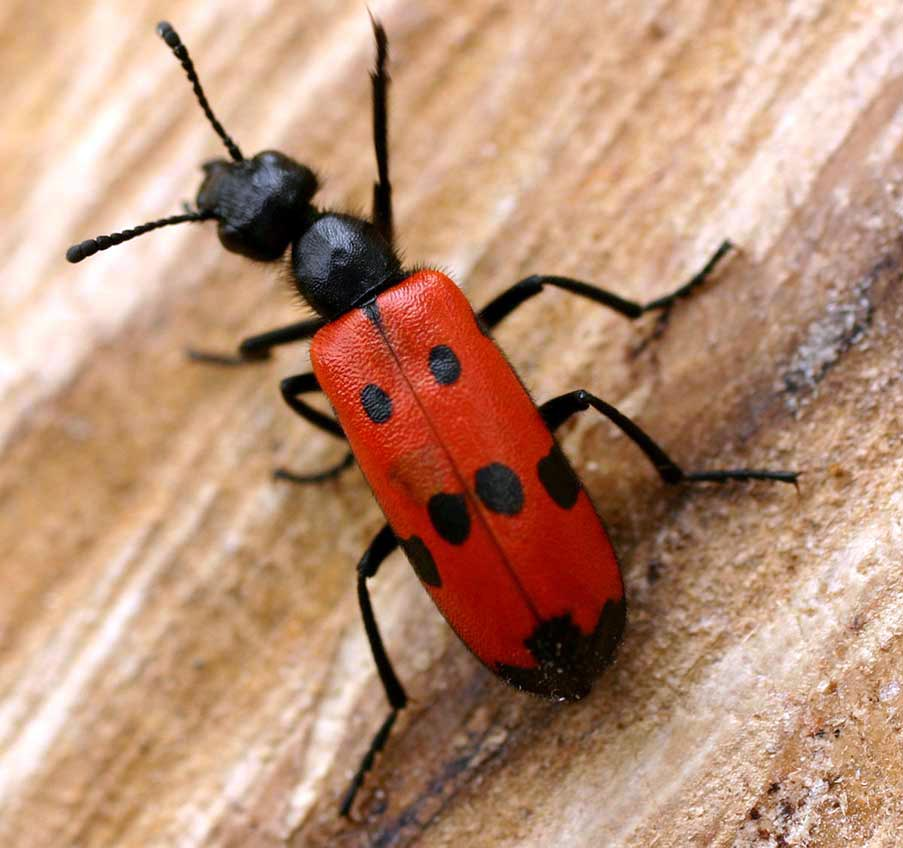
Mylabris quadripunctata advirtiendo de su toxicidad con una combinación de rojo y negro
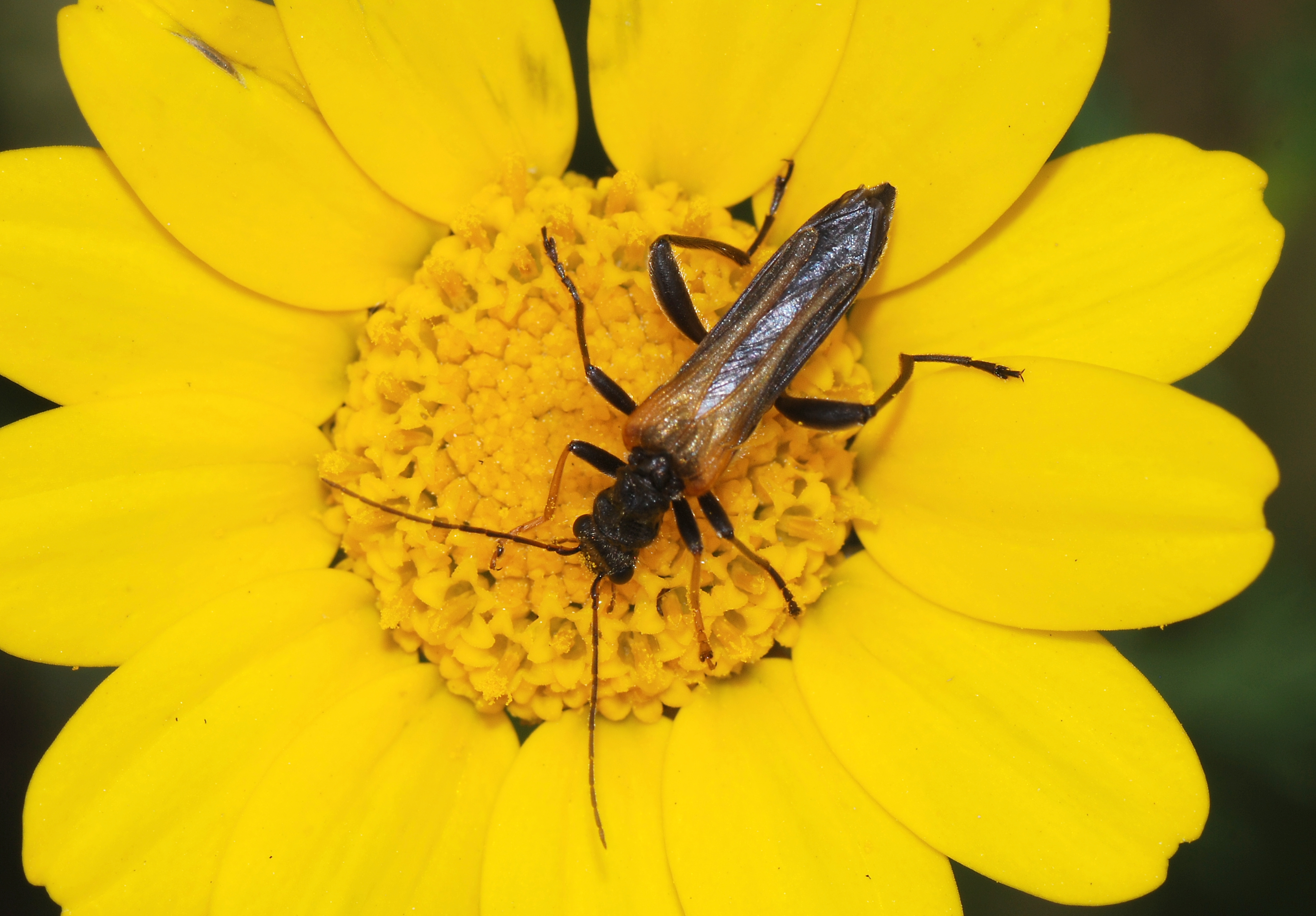
Oedemera simplex advirtiendo de su toxicidad con una combinación de amarillo y negro
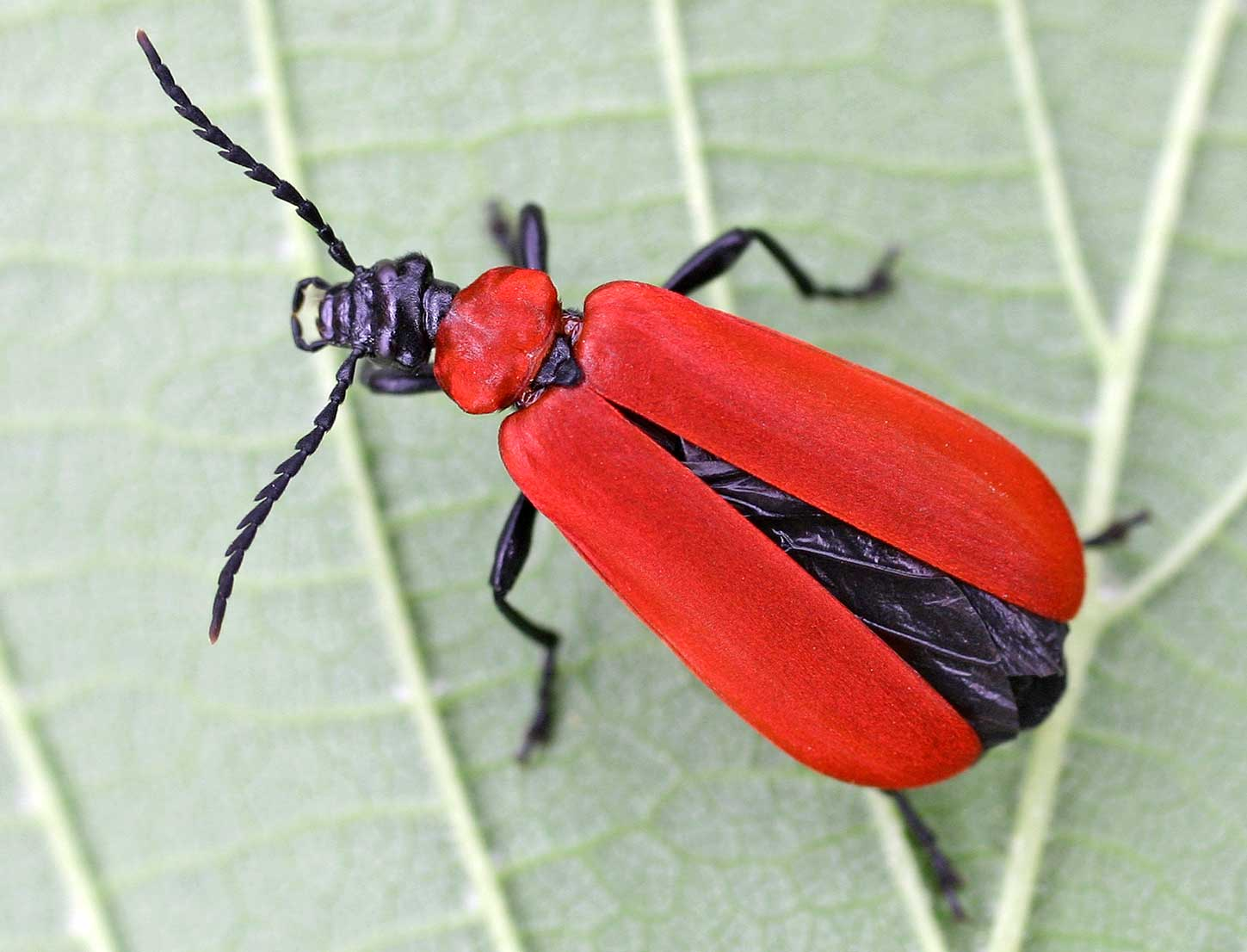
Pyrochroa coccinea; su color rojo intenso advierte de su toxicidad